# Joni Markkula
Pour les articles homonymes, voir Markkula.
Joni Markkula est un joueur finlandais  de volley-ball né le 10 février 1983. Il mesure 1,92 m et joue passeur.

## Clubs
| Club                  | Pays      | De         | À          |
| --------------------- | --------- | ---------- | ---------- |
| Tampereen Isku-Volley | Finlande  | 2001-2002  | 2004-2005  |
| TSV Unterhaching      | Allemagne | 2005-2006  | 2005-2006  |
| Mutalan Riento        | Finlande  | 2006- 2007 | 2006- 2007 |
| Vammalan Lentopallo   | Finlande  | 2007-2008  | ...        |

## Équipe nationale
Joni Markkula a disputé son 1er match conte l'Équipe d'Allemagne de volley-ball  en 2005.